# Total Control of the Epidemic
TCE-Total Control of the Epidemic (“controllo totale dell'epidemia”) è una campagna internazionale dell'ONG Humana People to People contro l'HIV/AIDS, in particolare contro l'AIDS in Africa. È stata premiata più volte.
I successi di TCE in Botswana, Zimbabwe, Mozambico, Sudafrica, Namibia, Angola, Guinea-Bissau, Zambia e India si spiegano con una riuscita mobilizzazione della popolazione attraverso visite di casa in casa e con un'organizzazione severa e assai efficace. Il programma viene diretto dal quartier generale di Humana People to People in Zimbabwe. È iniziato nel febbraio 2000 in Bindura/Zimbabwe. Già a metà del 2002 aveva raggiunto 300.000 persone in Zimbabwe, 200.000 in Mozambico, 900.000 in Botswana e 100.000 in Sudafrica; alla fine del 2006 4,8 milioni di persone in tutto in 50 regioni dell'Africa meridionale.

## Struttura organizzativa
TCE divide un paese in distretti, zone e regioni secondo geografia e densità di popolazione. Una regione ha 100.000 abitanti e misura mediamente 100 x 100 km. Così l'Africa meridionale (inclusa la Repubblica Democratica del Congo) consiste di circa 1800 regioni, che si intende man mano annettere all'attività di TCE. In una regione con 100.000 abitanti vengono impiegati due dirigenti TCE che vengono formati per impiegare a contratto 50 persone della regione, cosiddetti “Ufficiali TCE”, effettuarne la formazione in corsi di tre settimane, e organizzare e dirigere le loro attività. 10 “Ufficiali TCE”, ognuno responsabile per circa 2000 persone, formano (quasi militarmente) una “pattuglia”.

## Attività
Col supporto di un manuale, gli “Ufficiali TCE” locali visitano queste 2000 persone di casa in casa, di posto di lavoro in posto di lavoro, almeno due volte in tre anni. Essi le informano a quattr'occhi sull'AIDS aggirando il tabù, le consigliano e le motivano a effettuare un test HIV, distribuiscono preservativi, fanno propaganda contro l'emarginazione.
Fungono da collegamento con gli spesso assai lontani ospedali e istituzioni sanitarie, registrano orfani (anche solo potenziali) e ricercano nonne sole con bambini. Organizzano mense di soja per il miglioramento dell'apporto proteico al sistema immunitario delle persone infette, tengono corsi sull'HIV/AIDS e fondano club giovanili TCE. Collaborano strettamente con gli altri progetti HUMANA della regione, soprattutto con “HOPE”, un programma di sostegno di HUMANA per persone infette da HIV, così come con locali autorità, chiese, scuole, aziende e con le altre ONG di aiuto allo sviluppo. Aiutanti volontari, i cosiddetti “passionates”, si aggiungono e proseguono il lavoro quando TCE lascia la regione.
I collaboratori si incontrano settimanalmente per discutere la situazione con il dirigente responsabile, e una volta al mese per un seminario di due giorni, per sviluppare ulteriormente i programmi. Come linea operativa per il lavoro fino a un “controllo totale dell'epidemia” nella regione in cui si opera (viene raggiunto l'80% della popolazione) viene formulato un piano triennale. Molti “Ufficiali TCE” frequentano in seguito un corso di formazione avanzato di sei mesi e diventano “counselor”, dirigono corsi di “positive living”, lavorano come “program officers”, “Advocates for Action against HIV/AIDS” o ricevono una formazione di assistenza al malato. Spesso dirigono poi programmi TCE in nuove regioni del Paese o all'estero.

## TCM
TCM (“Total Community Mobilisation”) è la denominazione di TCE in Botswana, dove la campagna contro HIV/AIDS è iniziata del 2001. Questa ha potuto concludersi, dopo tre anni e mezzo di lavoro di 450 “TCM Field Officers”, nel marzo 2005. 897.000 persone sono state raggiunte: 651.000 a casa e 246.000 sul luogo di lavoro. 28.000 persone si sono successivamente affiliate al “Passion for People Movement” e partecipano alla battaglia contro l'epidemia in club e gruppi di appoggio, e attraverso la diffusione di informazione.

## Costi
I costi del programma TCE ammontano a circa un dollaro USA a persona per anno, per un periodo di tre anni. Per i 13 milioni di abitanti dello Zimbabwe, per esempio, sono circa 39 milioni di dollari. Per l'intera Africa meridionale con i suoi 184 milioni di persone si ha fino alla fine del progetto un totale di 500-600 milioni di dollari.

## Riconoscimenti
- Nel 2000 il Progetto Humana "Total Control of the Epidemic" (lotta all'HIV/AIDS in Africa) ha ricevuto il I Premio dell'AGFUND ("Arab Gulf Programme For United Nations Development").[7]
- Nel 2002 il progetto "Total Control of the Epidemic dei distretti di Boane, Matola e Maputo” ha ricevuto lo "Shaping the Future Award" (Premio “Formare il futuro”) di “GenerationEurope”.[8]
- Il 26 novembre 2003 il progetto "Total Control of the Epidemic" ha ricevuto lo "Stars of Africa Golden Award" nella categoria Sanità e HIV/AIDS per “Innovazione e creatività, effettività ed efficienza, persistenza, affidabilità, raggiungimento degli scopi”.[9]